# 大石桥乡 (江华县)
大石桥乡，是中华人民共和国湖南省永州市江华瑶族自治县下辖的一个乡镇级行政单位。

## 行政区划
大石桥乡下辖以下地区：
大石桥村、蒲塘村、大祖脚村、寨背洞村、何家塘村、安家村、茶园村、栎口村、油渡村、井头湾村、鹧鸪塘村、四张塘村、洞尾村、岩口村、蕉源村、牛尾背村、岭头寨村、中洞村、源口村、东辽村、沙井村、大莲塘村、龙广田村、沉塘村、立下源村、大竹坪村、金竹冲村、洪水村、新田村、白泉塘村、杨家木园村和九工岭村。